# Eydís Evensen

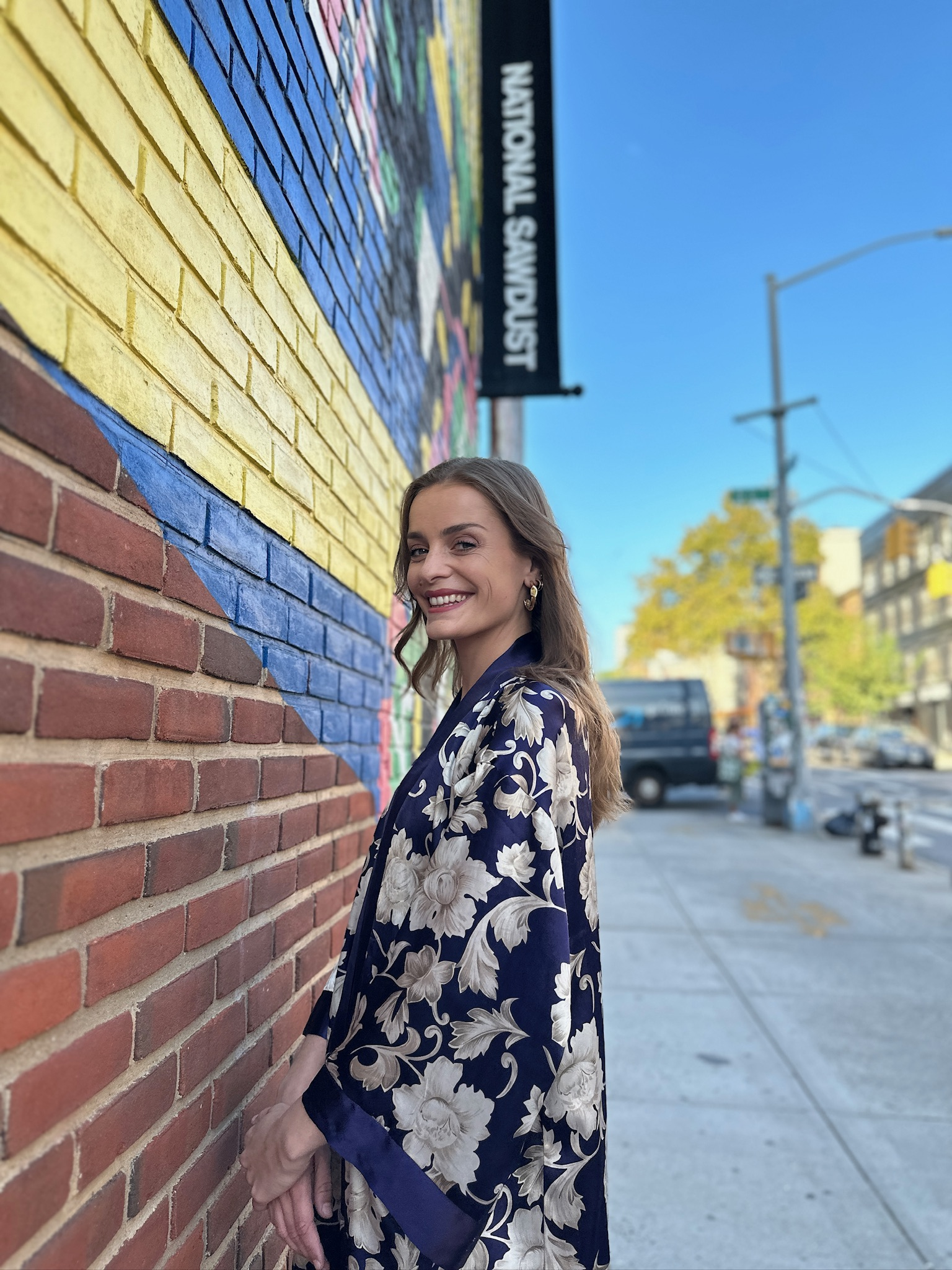
Eydís Evensen

Eydís Evensen (* 1994 in Blönduós) ist eine isländische Pianistin und Komponistin.

## Leben
Eydís Evensen lernte bereits in ihrem Elternhaus Musik von Led Zeppelin und Peter Tschaikowsky kennen. Mit sechs Jahren erhielt sie Klavierunterricht, mit sieben komponierte sie ihr erstes Musikstück und mit 13 Jahren nahm sie eine CD mit sechs Klavierstücken auf. Eydís besuchte das Hamrahlíð-Gymnasium in Reykjavík (Stadtteil Hlíðar), wo sie unter der Leitung von Þorgerður Ingólfsdóttir im Chor sang. 2018 und 2022 ist sie am Musikfestival Iceland Airwaves aufgetreten.
Nach einigen Jahren des Reisens und einem Engagement als Model in New York veröffentlichte sie im April 2021 unter dem Sony-Label XXIM Records ihr Debütalbum Bylur, isländisch für Schneesturm. In der Ankündigung einer Aufführung am 20. Oktober 2021 im Elgar Room der Royal Albert Hall steht, dass die treibende Kraft hinter den „traurigen, melancholischen“ Arrangements von Eydís Evensen ihre Emotionen seien. Sie gibt an, von den beiden Musikern Philip Glass und Thom Yorke inspiriert worden zu sein. Im April 2022 brachte sie eine EP namens Frost heraus; auf dem Tonträger sind vier Musikstücke, welche vom harten isländischen Winter inspiriert sind.